# NGC 5235
NGC 5235 is een balkspiraalstelsel in het sterrenbeeld Maagd. Het hemelobject werd op 13 april 1784 ontdekt door de Duits-Britse astronoom William Herschel.

## Synoniemen
- UGC 8582
- MCG 1-35-12
- ZWG 45.36
- IRAS 13335+0650
- PGC 47984